# Суннмере
Суннмере (норв. Sunnmøre) — найпівденніший традиційний район Вестланн фюльке Мере-ог-Ромсдал. Головне місто — Олесунн. Регіон складається з муніципалітетів (норв. kommuner) Гіске, Гарейд, Герей, Норддал, Санде, Скодьє, Гарам, Стурдаль, Странда, Сула, Сіккілвен, Улштайн, Ванілвен, Волда, Ерског, Ерста та Олесунн.

Суннмере виділено червоним

## Географія

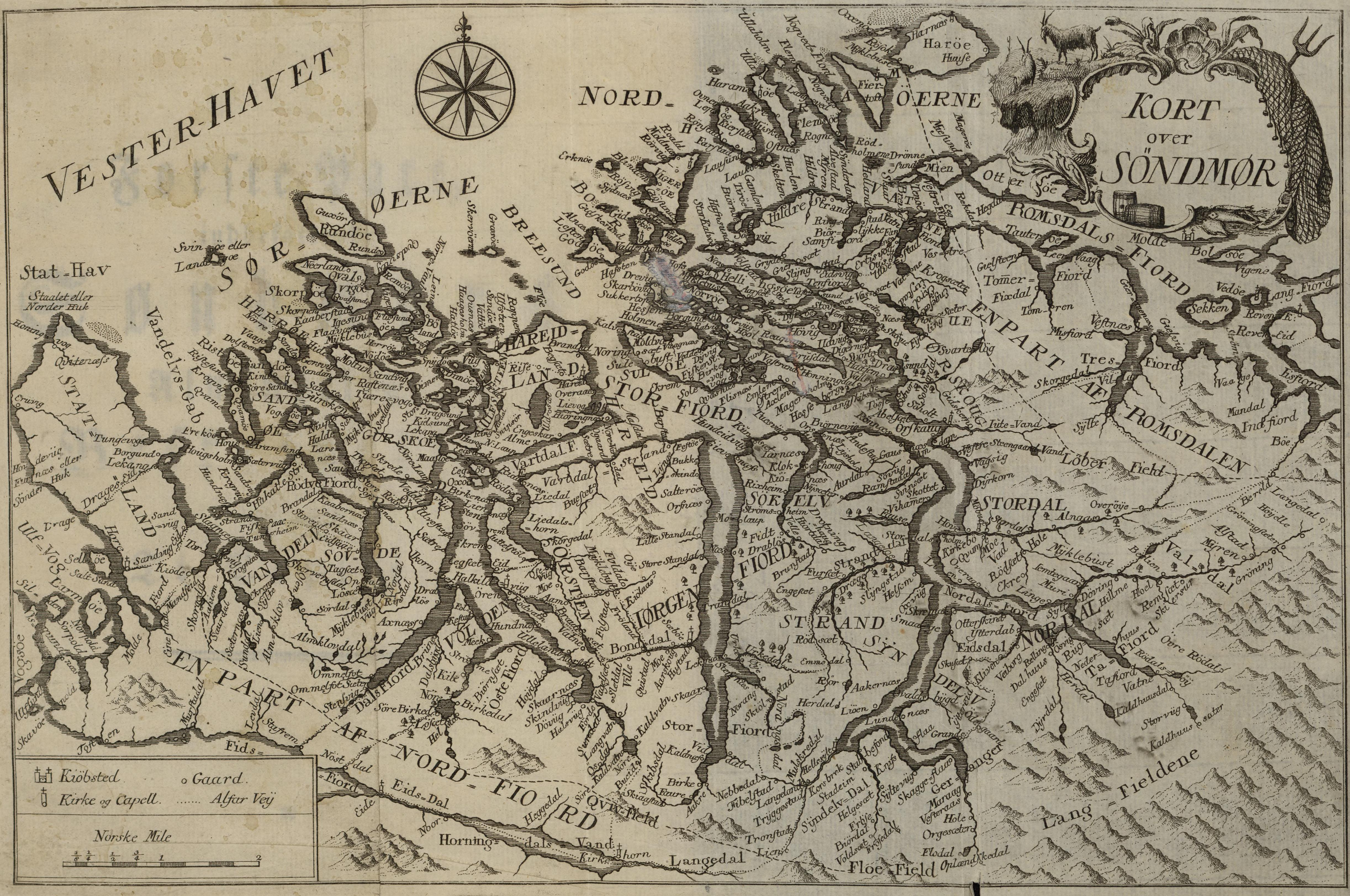
Карта округу Суннмере 1762 року. Нанесено кордон району через Мідея і через південний край Герея.

Хоча це один із трьох традиційних районів Мере-ог-Ромсдал, у Суннмере проживає більш ніж половина населення фюльке — 141 755 жителів, або близько 54 % населення округу. Район складається з материкової частини, а також кількох великих островів, таких як Гурскея і Гарейдландет, а також багатьох менших островів.
Найважливішим містом Суннмере є Олесунн із населенням у 48 568 жителів. Місто Олесунн, яке включає частини муніципалітетів Олесунн і Сула, є дев'ятим за величиною в країні й повністю розташоване на островах.

### Рельєф

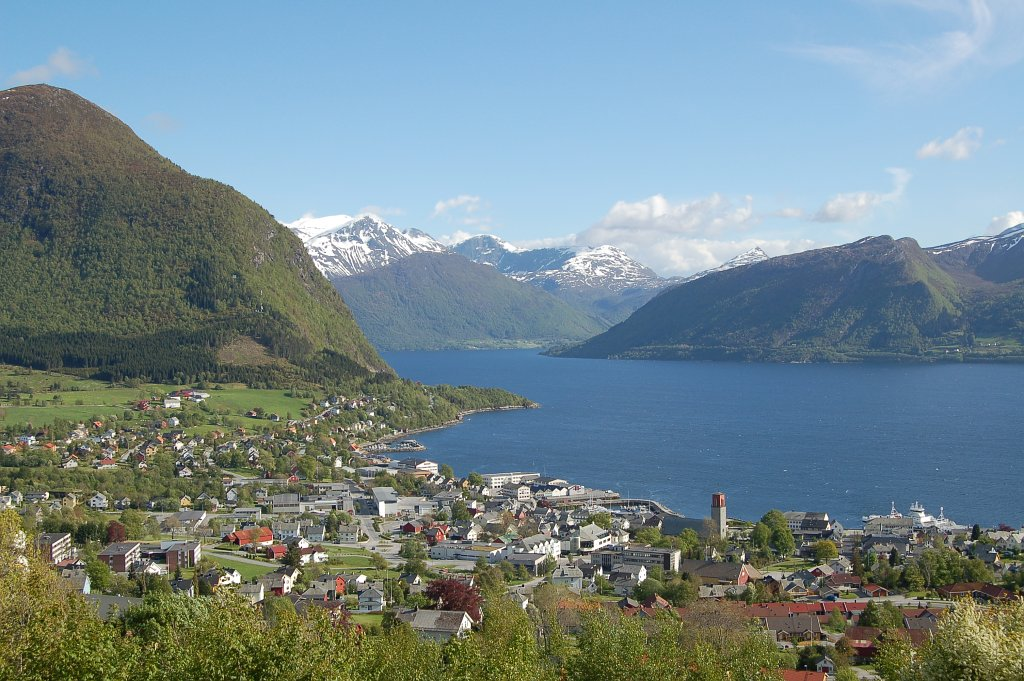
Комуна Волда, яка відома своїм коледжем.

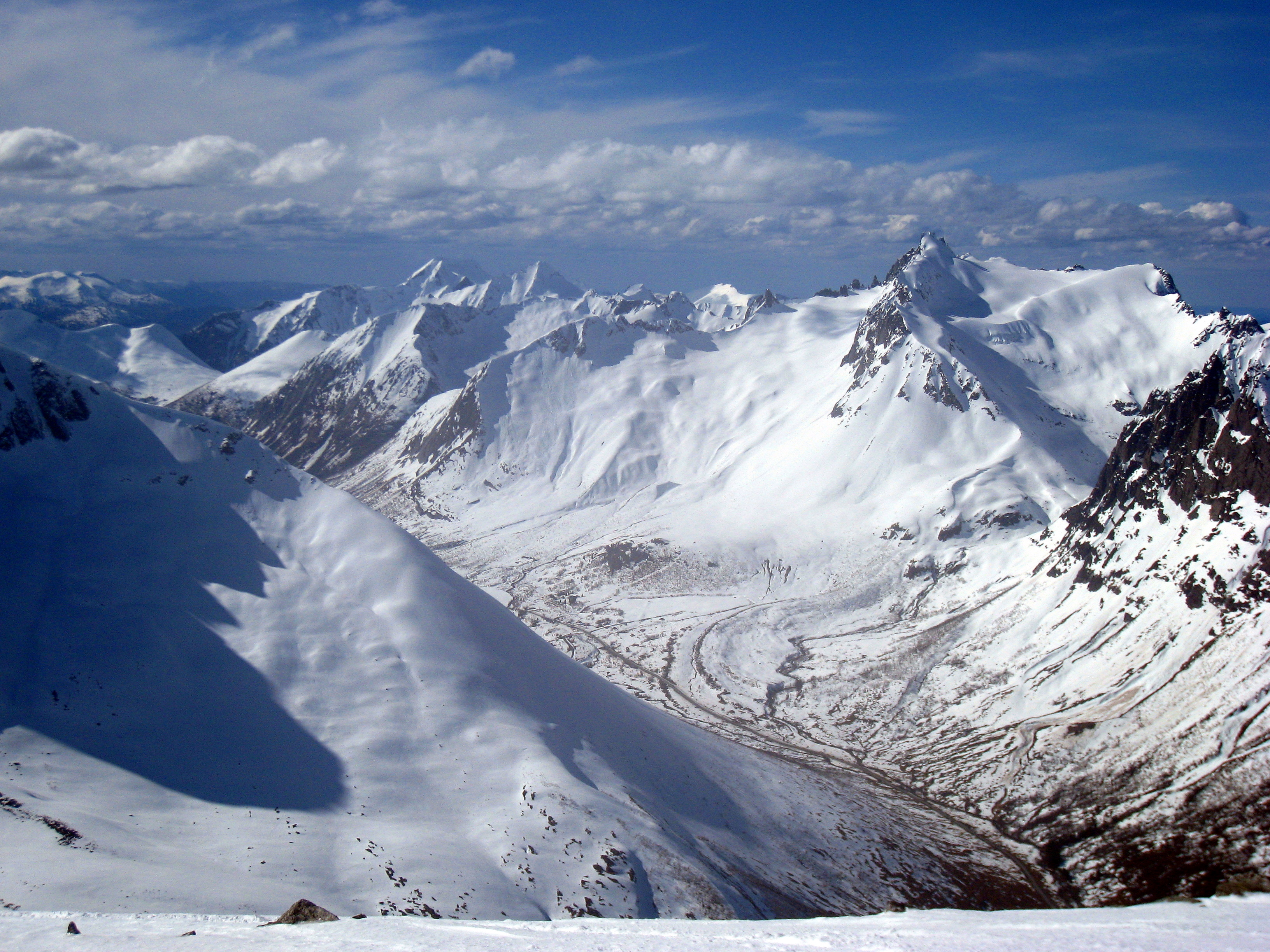
Зимова картина з Суннмерських Альп.

Суннмере має розгалужену мережу фіордів і проток, середня і внутрішня частина характеризується частково альпійськими горами. Гори у внутрішніх районах досягають майже 2000 метрів. Уздовж узбережжя знаходиться кілька великих островів зі значною частиною населених пунктів, включаючи місто Олесунн. Внутрішні регіони мають мало сільськогосподарських угідь (1-2 % від загальної площі), деякі ліси (3-5 %) і в основному складаються з гір та інших земель. Середні райони мають більшу частку сільськогосподарських угідь (5-10 %) і лісів (10-15 %). На островах Вігра та Гіске до третини площі займають сільськогосподарські угіддя.

## Міські райони
Основні міські центри (за міським населенням) Суннмере:
| Ранг | Муніципалітет  | Місто/Село | Населення (2018) |
| ---- | -------------- | ---------- | ---------------- |
| 1    | Олесунн і Сула | Олесунн    | 52,626           |
| 2    | Ерста          | Ерста      | 7,308            |
| 3    | Волда          | Волда      | 6433             |
| 4    | Улштайн        | Улштайн    | 5,788            |
| 5    | Сіккілвен      | Сіккілвен  | 4330             |
| 6    | Гіске          | Нордстранд | 4,134            |
| 7    | Герей          | Фоснавог   | 3621             |
| 8    | Гарейд         | Гарейд     | 3,428            |
| 9    | Странда        | Странда    | 2,969            |
| 10   | Гарам          | Браттвог   | 2,426            |

## Самоврядування
Хоча Суннмере не має формальної адміністрації, багато національних організацій вирішили мати окремі підрозділи в Суннмере. Наприклад, Норвезька футбольна асоціація має окрему регіональну асоціацію в Суннмере, окремо від Нордмере та Ромсдала. Це стосується і національної поліції.
Усі муніципалітети в Суннмере затвердили нюношк як форму норвезької мови, за винятком муніципалітету Олесунн, який оголосив себе «нейтральним». Однак майже вся освіта ведеться там із використанням букмолу.
По всьому Суннмере видається багато місцевих газет, а одна має на меті охопити весь регіон. Вона видається в Олесунді, називається Sunnmørsposten.

## Бізнес
Меблева промисловість у районі Странда-Сіккільвен є прикладом «саморослої» галузі, де розвиток відбувався, попри брак місцевої сировини (головним чином на фабриці П. І. Лангло). У Суннмере популярне рибальство (особливо океанськими суднами) і промисловість верфей/майстерень, серед іншого, пов'язане з рибальською діяльністю. Розвиток Олесунна як торговельного центру та міста базувався, зокрема, на прибережному рибальстві та рибальстві у фіордах. Рибальство породило переробну промисловість (наприклад, заводи з виробництва жиру з печінки тріски та оселедця) і виробництво рибальського обладнання. Олесунн — найбільша рибальська гавань Норвегії за кількістю вивантаженої риби.

## Назва
Назва складається з двох частин. Перша частина Sunn означає «південь», а друга møre походить від давньоскандинавського mærr, що означає «земля» і схоже на marr «море», що, ймовірно, вказує на положення землі біля моря.

## Гори
З 1866 року альпіністи з Англії почали цікавитися місцевими горами. Тоді район почав набирати популярність серед альпіністів. Лінг, Оппенгейм, Слінгсбі, Арбутнот, Реберн і Патчелл та інші перші піднялися на місцеві гори, дослідили їх географію та можливості сходження. У районі розташовані гори такі як Слоген, Коластінд, Молладален.

## Пам'ятки

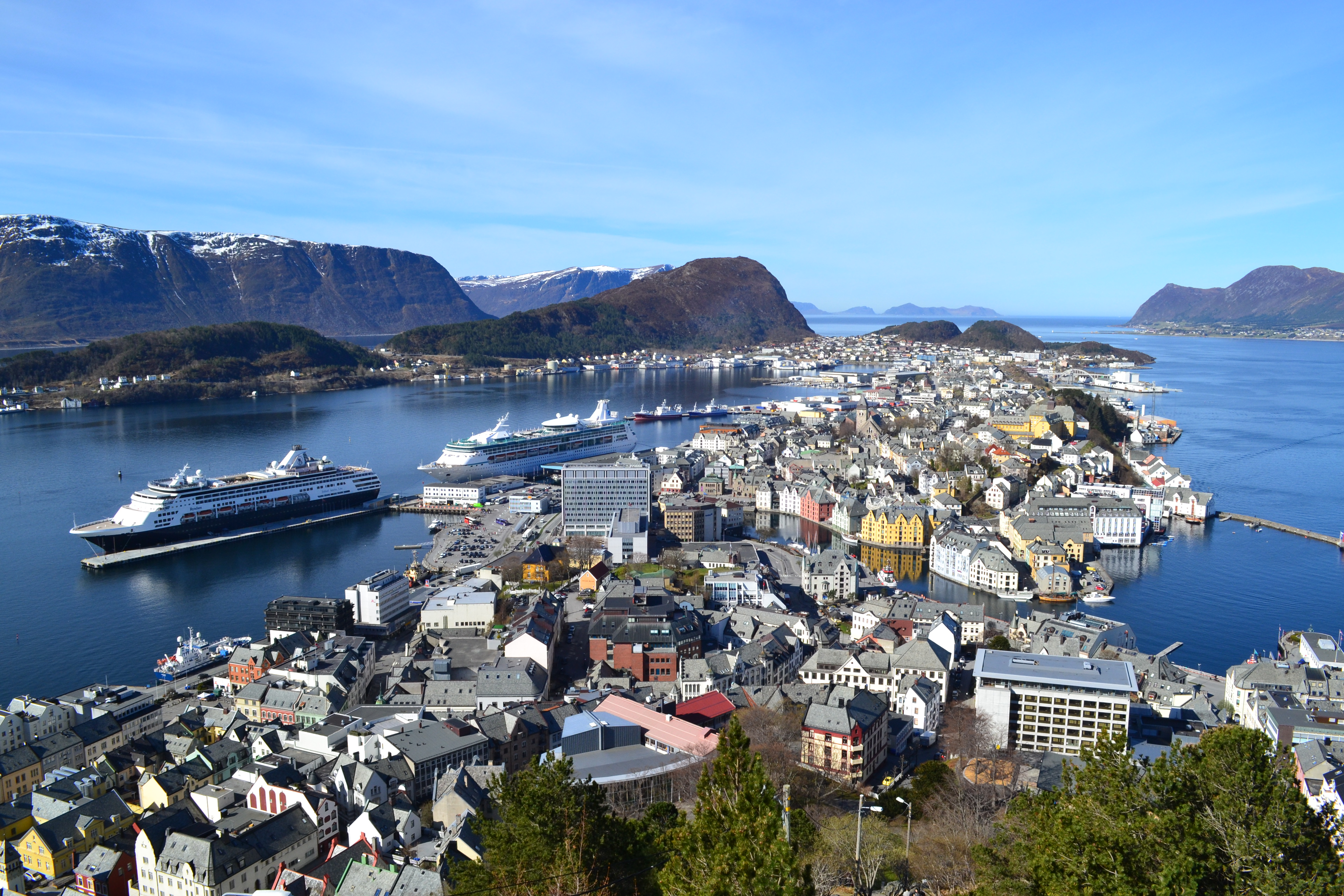
Олесунн — найбільше місто округу, відоме своєю архітектурою в стилі модерн.

- Гейрангер-фіорд — в списку всесвітньої спадщини ЮНЕСКО
- Олесунн — місто, яке згоріло і було відбудоване в стилі модерн[12]
- Рунде — пташиний острів, біля якого затонув скарб Рунде[13]
- Атлантична дорога — відома дорога, що проходить по мальовничим місцям району[14]
- Музей Суннмере — музей архітектури з дерев'яними будиночками та музеєм середньовіччя[15]